# مطار الملكة بياتريس الدولي
مطار الملكة بياتريس الدولي (إياتا: AUA، إيكاو: TNCA)(بالهولندية: Internationale luchthaven Koningin Beatrix)‏(بابيامنتو: Aeropuerto Internacional Reina Beatrix) هو مطار دولي يخدم مدينة أورنجستاد، أروبا.

## الوجهات
| شركـات طيـران                   | الوجهات |
| ------------------------------- | --- |
| Air Canada Rouge                | موسمي: مطار تورونتو بيرسون الدولي |
| Air Century                     | Santo Domingo–La Isabela ‏ |
| الخطوط الجوية الأمريكية         | مطار شارلوت دوغلاس الدولي، مطار دالاس فورت ورث الدولي، مطار ميامي الدولي، مطار لاغوارديا، مطار فيلادلفيا الدولي موسمي: مطار أوهير الدولي |
| Arajet                          | مطار لاس أمريكا الدولي |
| أفيانكا                         | مطار إلدورادو الدولي، مطار خوسية ماريا كوردوفا الدولي                                                                                    |
| الخطوط الجوية البريطانية        | أنتيغوا، مطار غاتويك |
| خطوط كوبا الجوية                | مطار توكومين الدولي |
| خطوط دلتا الجوية                | مطار هارتسفيلد جاكسون، مطار جون إف كينيدي الدولي موسمي: مطار لوجان الدولي                                                                |
| Divi Divi Air                   | كوراساو عارض: بونير |
| EZAir                           | بونير، كوراساو |
| خطوط جيت بلو الجوية             | مطار لوجان الدولي، مطار جون إف كينيدي الدولي موسمي: Fort Lauderdale ‏، مطار نيوآرك ليبرتي الدولي                                          |
| الخطوط الجوية الملكية الهولندية | مطار سخيبول أمستردام1 |
| لاتام بيرو                      | مطار خورخي تشافيز الدولي (تبدأ في 2 ديسمبر 2023)                                                                                         |
| Sky Airline Peru                | مطار خورخي تشافيز الدولي (تبدأ في 13 ديسمبر 2023)                                                                                        |
| Sky High ‏                       | مطار لاس أمريكا الدولي |
| خطوط ساوث ويست الجوية           | مطار بالتيمور واشنطن الدولي، مطار أورلاندو الدولي                                                                                        |
| خطوط سبيريت الجوية              | Fort Lauderdale ‏ |
| خطوط بلاد الشمس الجوية          | موسمي: مطار منيابولس-سنت بول الدولي |
| Sunclass Airlines               | موسمي عارض: مطار ستوكهولم أرلاندا |
| Sunwing Airlines                | مطار تورونتو بيرسون الدولي موسمي: مطار مونتريال الدولي                                                                                   |
| خطوط سورينام الجوية             | Paramaribo |
| توي فلاي بلجيكا                 | موسمي: مطار بروكسل الدولي |
| أركي فلاي                       | مطار سخيبول أمستردام3 |
| الخطوط الجوية المتحدة           | مطار أوهير الدولي، مطار جورج بوش الدولي، مطار نيوآرك ليبرتي الدولي موسمي: مطار واشنطن دولس الدولي                                        |
| ويست جت إيرلاينز ‏               | مطار تورونتو بيرسون الدولي |
| Winair                          | كوراساو، مطار الأميرة جوليانا الدولي4 |
| وينغو (خطوط جوية)               | مطار إلدورادو الدولي، Cali (تبدأ في 1 يوليو 2023)، مطار خوسية ماريا كوردوفا الدولي                                                       |